# Silenduk
Silenduk is een bestuurslaag in het regentschap Simalungun van de provincie Noord-Sumatra, Indonesië. Silenduk telt 2443 inwoners (volkstelling 2010).